# Vandaforsens järnvägsstation

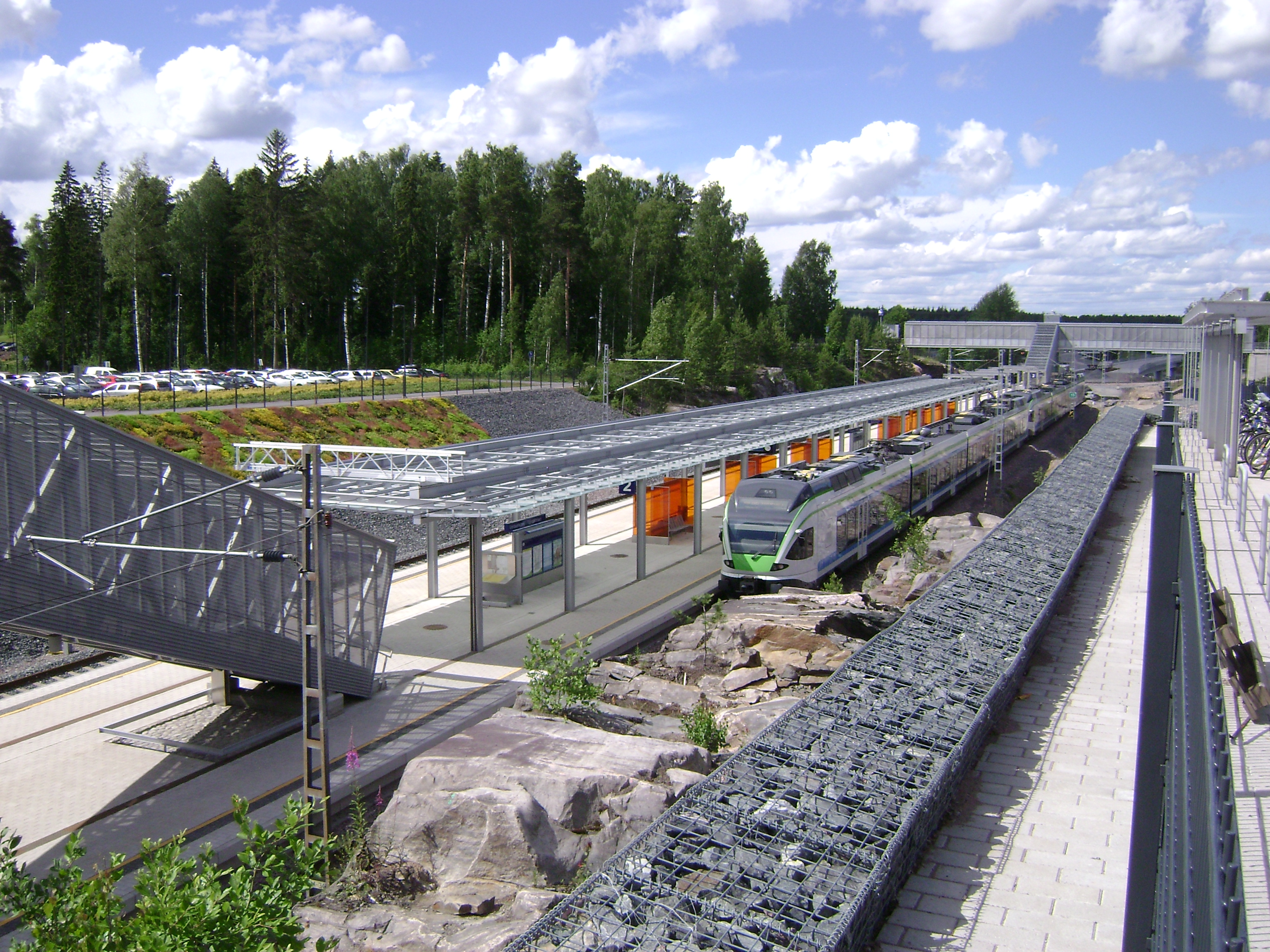
Vandaforsens järnvägsstation.

Vandaforsens järnvägsstation är en järnvägsstation på Vandaforsbanan i den finländska staden Vanda nära Vandaforsen i stadsdelen Mårtensdal. Järnvägsstationen ligger cirka 15 kilometer norr om Helsingfors järnvägsstation. Stationen öppnades 1991. Den var huvudstadsregionens närtrafiks ändstation på linje M. Sedan Ringbanans öppnande i juli 2015 trafikeras stationen av linjerna I och P.